# Wippsäge

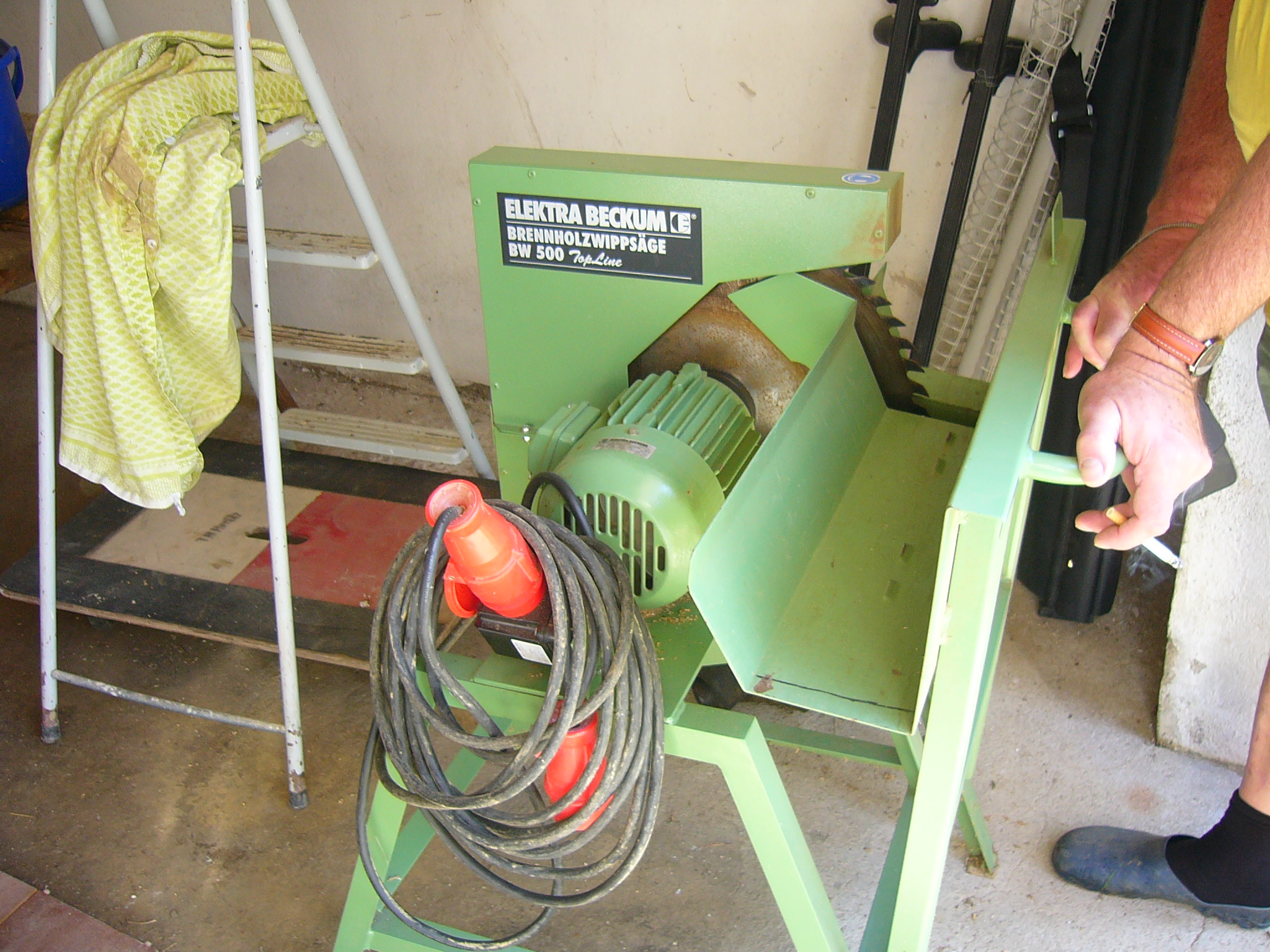
Wippsäge

Eine Wippsäge (auch Brennholzwippsäge, Wippkreissäge, Wippkreissägemaschine) ist eine spezielle Kreissäge zum Schneiden von Brennholz.
Das rechtwinklig zur V- oder U-förmigen Wippe angeordnete Sägeblatt ist durch eine Schutzvorrichtung abgedeckt, die Drehrichtung ist in Richtung Werkstück. Dies bewirkt, dass Schnittholz nicht „mitgenommen“ oder weggeschleudert werden kann (wie das bei Tischkreissägen vorkommen kann und dort dann häufig zu Verletzungen führt). In der Wippe befindet sich ein (zum Bediener hin abgedeckter) Schlitz, in den das Sägeblatt nach vollständigem Durchtrennen des Werkstücks eintaucht. Die Wippe ist im unteren Bereich des Gestells gelagert und muss mit leichtem Druck gegen das Sägeblatt geführt werden. Die Schutzvorrichtung des Blattes öffnet und schließt parallel mit der Wippbewegung. Die Holzstücke oder Stämme werden links auf die Wippe gelegt, mit Längsanschlag entsprechend abgesägt und fallen rechts herunter.

## Sicherheit
Um ein selbständiges Verharren der Wippe am Sägeblatt zu unterbinden, kann eine Feder die Wippe nach dem Loslassen des Bedieners in ihre ursprüngliche Ausgangslage zurückziehen. Neuere Sägen verfügen meist über einen elektronischen Bremsschalter mit Nullspannungsauslöser.
Bei älteren Wippsägen fehlte die Abdeckung des Sägeblattes. Das Sägeblatt war frei zugänglich. Solche Wippsägen sollten wegen der großen Gefahr, unbeabsichtigt in das frei laufende Sägeblatt zu kommen, nicht mehr verwendet werden bzw. mit einer Schutzvorrichtung nachgerüstet werden.
Eine Weiterentwicklung der Wippsäge ist die Revolversäge oder Trommelsäge, bei der die Holzstücke in eine sich drehende Trommel mit mehreren Fächern und senkrechter oder schräger Welle gesteckt werden, bis auf ein Anschlagblech hinunterrutschen und dann (wie bei einer Wurstschneidemaschine mit Seitenanschlag) automatisch in eine voreingestellte Länge geschnitten werden und von der Trommel immer wieder zum Schneidblatt geführt werden.

## Antrieb
Am häufigsten wird ein Elektromotor als Antriebsquelle verwendet. Bei günstigen Heimwerkerwippsägen mit Kreissägenblattdurchmesser von max. 500 mm kommt ein 230-V-Motor zum Einsatz, für semiprofessionellen und professionellen Einsatz werden ausschließlich 400-V-Drehstrommotoren eingesetzt, die entweder die Kreissägenwelle direkt antreiben oder die Kreissägenwelle über einen Keilriemen antreiben.
Für den Einsatz direkt im Wald gibt es Modelle mit Zapfwellenantrieb.
Auch Kombigeräte mit Elektromotor und Zapfwellenantrieb sowie benzinbetriebene Wippkreissägen sind erhältlich.

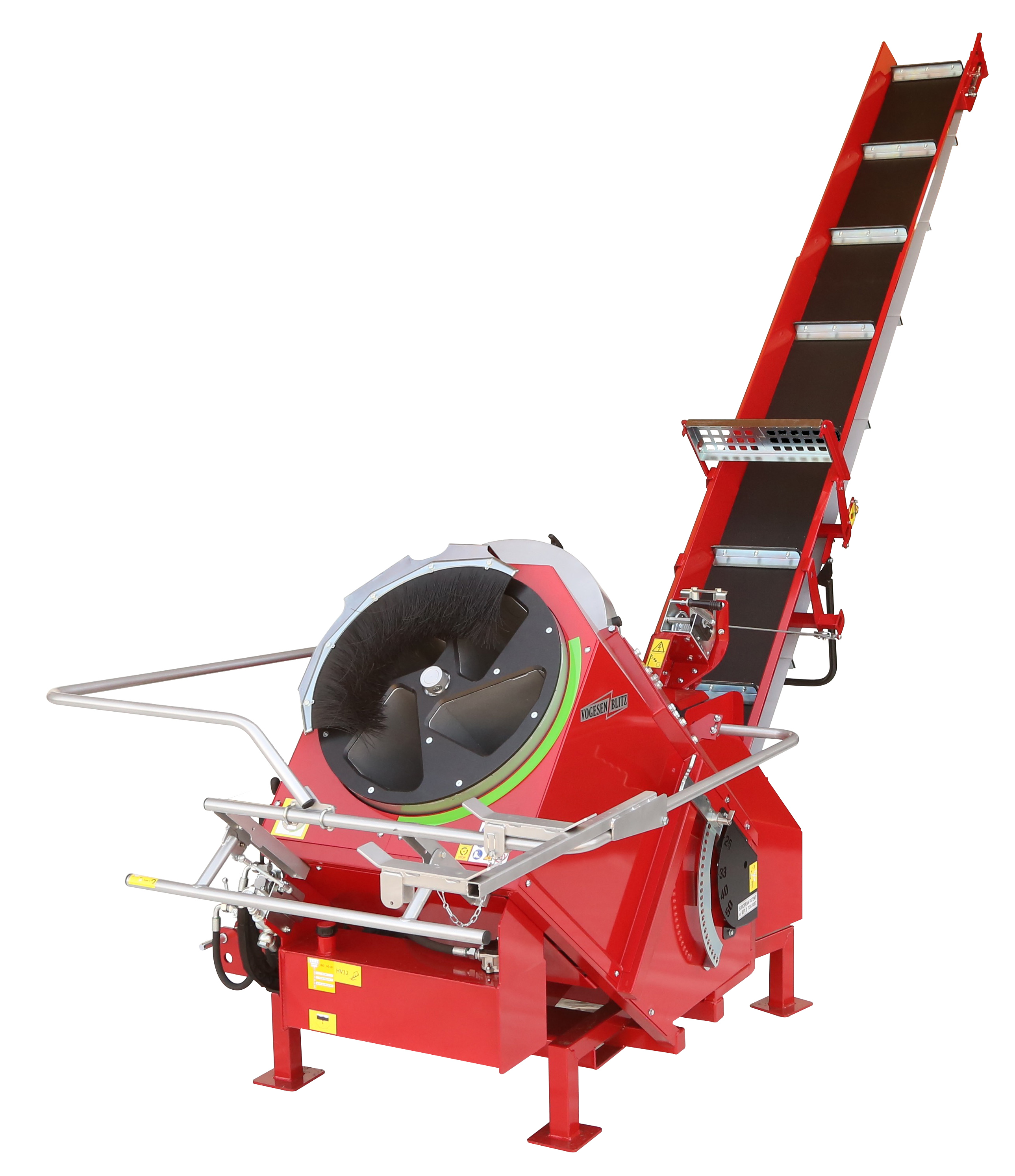
Die Trommelsäge, eine Weiterentwicklung der Wippsäge

## Trommel- bzw. Revolversäge
Eine Weiterentwicklung der Wippsäge ist die Revolversäge oder Trommelsäge, bei der die Holzstücke in eine sich drehende Trommel mit mehreren Fächern und senkrechter oder schräger Welle gesteckt werden, bis auf ein Anschlagblech hinunterrutschen und dann (wie bei einer Wurstschneidemaschine mit Seitenanschlag) automatisch in eine voreingestellte Länge geschnitten werden und von der Trommel immer wieder zum Schneidblatt geführt werden.